# Bactrocera fuscalata
Bactrocera fuscalata
 es una especie de díptero que Drew describió por primera vez en 1989. Bactrocera fuscalata pertenece al género Bactrocera de la familia Tephritidae. 